# Francisco Rosa Galíndez
Francisco Rosa Galíndez (Catamarca, abril de 1815 - Sumalao, Provincia de Catamarca, 24 de febrero de 1873) fue un político argentino que ejerció dos veces como gobernador de la Provincia de Catamarca, en 1862 y entre 1871 y 1873.

## Biografía
Hijo de un español, se educó en su ciudad natal y fue comerciante durante muchos años, logrando apenas un modesto capital.
En 1854 fue nombrado vocal en la cámara de apelaciones provincial, y más tarde fue miembro de la legislatura, llegando a presidente de la misma en 1859, durante el gobierno de Samuel Molina. Al año siguiente fue miembro de la Convención Nacional Constituyente.
Después de la Batalla de Pavón, en enero de 1862, al aproximarse a Catamarca las fuerzas de Marcos Paz, enviado especial de Bartolomé Mitre al interior, renunció el gobernador Molina. Galíndez asumió el gobierno y pidió la paz con el Estado de Buenos Aires; incluso le ofreció a Mitre que los electores catamarqueños votarían por él para presidente. Paz le respondió que no permitiría a ningún federal permanecer en ningún gobierno provincial, aun cuando hubiera sido legítimamente electo. Galíndez renunció. Durante los siguientes cuatro años – como la mayor parte de los federales – se le prohibió acceder a ninguna función pública, e incluso a las mesas de votación.
En julio de 1866 se unió a las fuerzas revolucionarias que derrocaron al gobernador Víctor Maubecín, y tomó el mando político de la capital provincial. Fue ministro del gobernador Melitón Córdoba, jefe de los revolucionarios. Colaboró también con el gobernador Jesús Espeche, durante cuyo gobierno fue diputado provincial. Cuando asumió el mando el autonomista Crisanto Gómez se pasó a la oposición, y fue el referente del partido liberal.
En mayo de 1871 fue elegido gobernador por una alianza entre los liberales y los antiguos federales, liderados por el general Octaviano Navarro. Se mantuvo alejado de los conflictos políticos nacionales, e intentó llevar adelante una administración progresista. Falto de fondos para obras públicas, se concentró en fundar escuelas y bibliotecas. Sancionó una ley provincial de educación, creó el Boletín Oficial, fundó la primera escuela secundaria femenina, reorganizó la justicia y la policía de la provincia. Reordenó el catastro urbano y promulgó la ley de servicio sanitario provincial.
Su salud estaba muy resentida y se vio obligado a delegar repetidamente el gobierno en su ministro Fidel Castro y en el diputado provincial Isidoro Navarro. Renunció al gobierno definitivamente en febrero de 1873, abriéndole el camino a la gobernación al general Navarro.
Falleció a fines de febrero de 1873 en Sumalao, Provincia de Catamarca.